# Februar 1988
Portal Geschichte | Portal Biografien | Aktuelle Ereignisse | Jahreskalender | Tagesartikel

◄ |
19. Jahrhundert |
20. Jahrhundert
| 21. Jahrhundert

◄ |
1950er |
1960er |
1970er |
1980er
| 1990er | 2000er | 2010er | ►

◄ |
1984 |
1985 |
1986 |
1987 |
1988
| 1989 | 1990 | 1991 | 1992 | ►

◄ |
November 1987 |
Dezember 1987 |
Januar 1988 |
Februar 1988 |
März 1988 |
April 1988 |
Mai 1988 |
►
Dieser Artikel behandelt aktuelle Nachrichten und Ereignisse im Februar 1988.

## Tagesgeschehen

### Donnerstag, 4. Februar 1988
- Kuala Lumpur/Malaysia: Das Oberste Gericht erklärt die seit Jahrzehnten tonangebende politische Partei Vereinigte Nationale Organisation der Malaien zu einer illegalen Vereinigung. Die Partei befördere Korruption und verstoße damit gegen die Gesetze.[1][2]

### Freitag, 5. Februar 1988
- Kiel/Deutschland: Der parlamentarische Untersuchungsausschuss zur Aufklärung der Barschel-Affäre legt seinen Abschlussbericht vor. Der ehemalige schleswig-holsteinische Ministerpräsident Uwe Barschel (CDU) wurde im Oktober 1987 tot in einer Badewanne in einem Hotel in Genf aufgefunden. Der Ausschuss gelangt zu dem Fazit, dass Barschel im politischen Wettstreit mit der SPD seine Macht missbraucht habe, sein Verhalten sei „ehrenrührig“ gewesen.[3]

### Montag, 8. Februar 1988

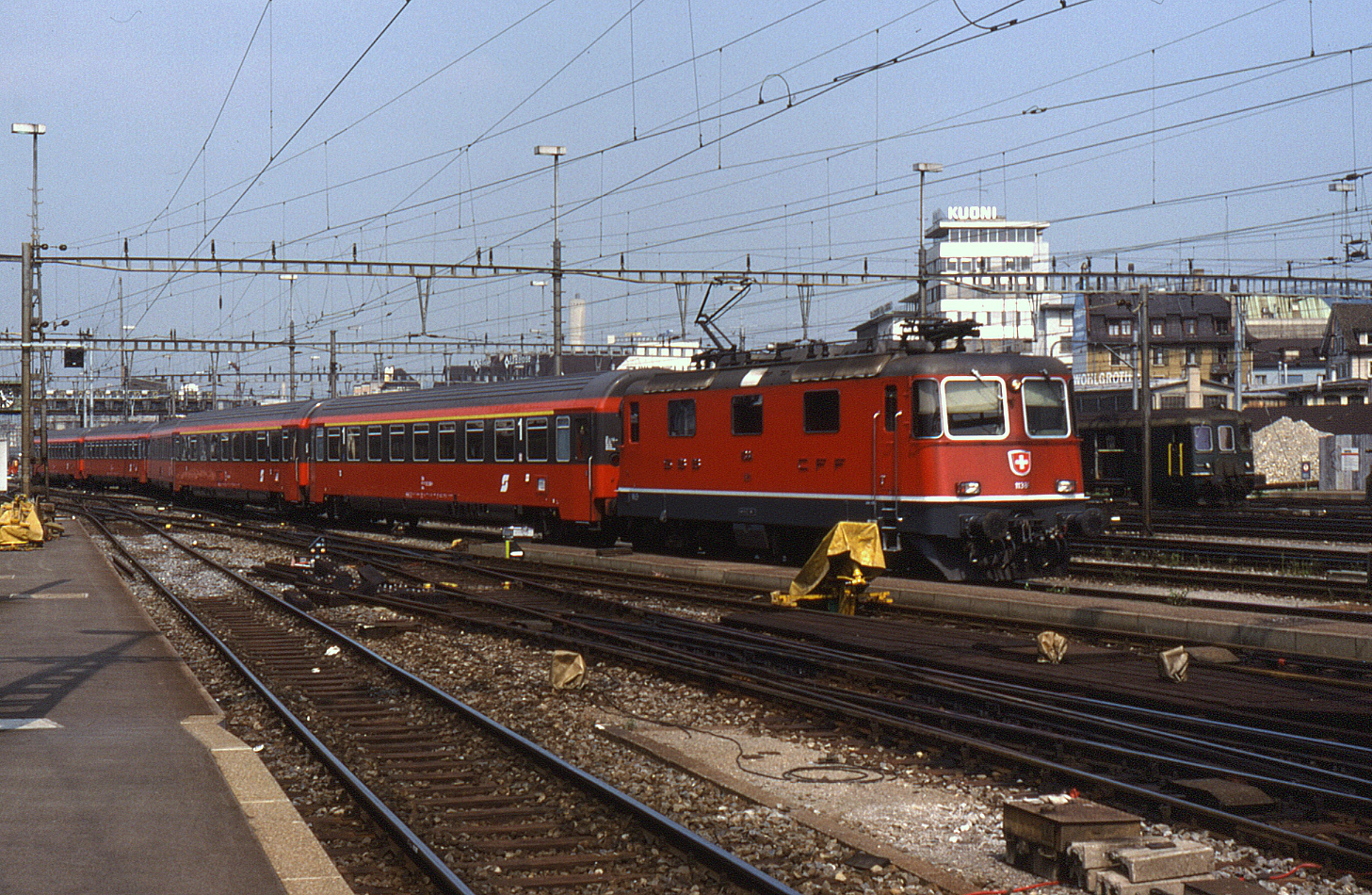
Lokomotive von Brown, Boveri & Cie. in Zürich

- Zürich/Schweiz: Die Elektrotechnikkonzerne Brown, Boveri & Cie. mit Sitz in Baden im Kanton Aargau und Allmänna Svenska Elektriska Aktiebolaget in Stockholm schließen sich zu einem neuen Unternehmen mit Sitz in Zürich zusammen, das den Namen ABB Asea Brown Boveri Ltd. trägt.[4]

### Freitag, 12. Februar 1988
- Berlin/Deutschland: Mit dem Film Linie 1 von Regisseur Reinhard Hauff werden die 38. Internationalen Filmfestspiele Berlin eröffnet.[5]

### Samstag, 13. Februar 1988

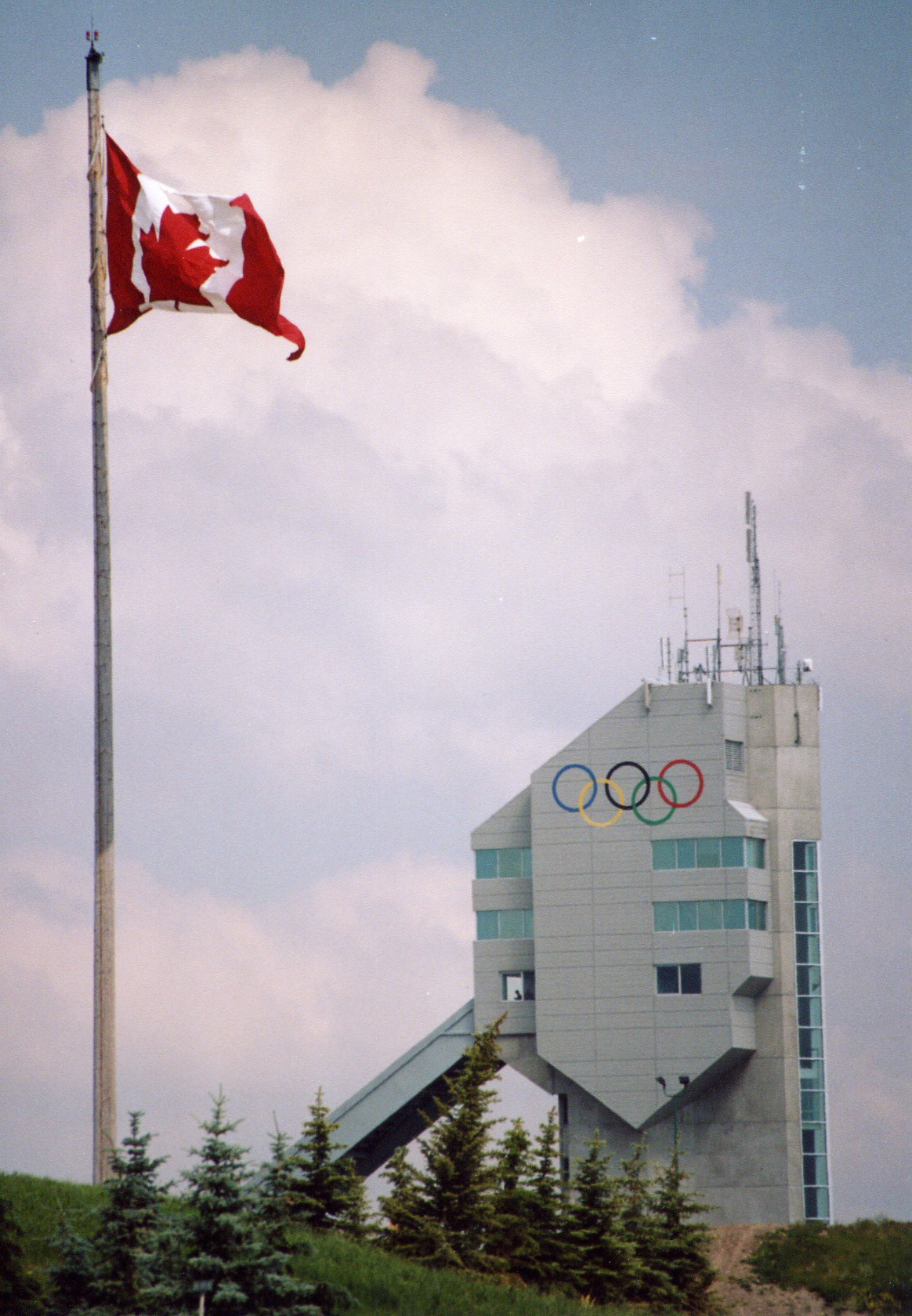
Skisprungschanze in Calgary

- Calgary/Kanada: Die XV. Olympischen Winterspiele werden eröffnet. Die Teilnehmerzahl von 57 Nationen ist eine neue Höchstmarke, unter den Debütanten sind Jamaika und Fidschi.[6]

### Donnerstag, 18. Februar 1988
- Berlin/Deutschland: Christiane Hörbiger, Witta Pohl, Silvia Seidel und Giuliana De Sio werden als beste Schauspielerinnen mit der Goldenen Kamera ausgezeichnet.[7]

### Samstag, 20. Februar 1988
- Vatikanstadt: Papst Johannes Paul II. veröffentlicht seine Enzyklika „Sollicitudo Rei Socialis“ (deutsch „Die Sorge über die sozialen Anliegen“), die er auf den 30. Dezember 1987 datierte. Der Text ist eine Weiterentwicklung der ersten Sozialenzyklika „Populorum progressio“ (deutsch „Der Fortschritt der Völker“) von Papst Johannes XXIII. aus dem Jahr 1967, der darin Solidarität mit und Pflichtbewusstsein gegenüber Völkern mit schwacher wirtschaftlicher und sozialer Entwicklung anmahnte. Johannes Paul II. schließt sich dem an, warnt jedoch vor einem Diktat der „Gleichheit“, aus dem eine „Nivellierung nach unten“ folge.[8]

### Dienstag, 23. Februar 1988
- Berlin/Deutschland: Die Jury der 38. Internationalen Filmfestspiele Berlin zeichnet den Film Rotes Kornfeld des chinesischen Regisseurs Zhang Yimou als besten Beitrag des Festivals mit dem Goldenen Bären aus.[9]
- Irakischer Teil Kurdistans/Irak: Die Streitkräfte des Irak beginnen auf Befehl von Diktator Saddam Hussein die Operation Beute mit einer breit angelegten Militäroffensive gegen die kurdische Bevölkerung sowie andere ethnisch-religiöse Minderheiten im Norden des Landes. Das Ziel ist die Eliminierung der so genannten „Ungläubigen“, deren Folgebereitschaft im Golfkrieg zwischen dem Irak und dem Iran in Richtung Iran tendiert.[10]

### Mittwoch, 24. Februar 1988
- Hamburg/Deutschland: Der Journalist Werner Köster gibt die erste Ausgabe der Zeitschrift Sport Bild heraus, einen Ableger der Bild-Zeitung im Axel-Springer-Verlag. Zu den ersten Mitarbeitern gehört der ehemalige Fußballtrainer Udo Lattek.[11][12]
- Luxemburg/Luxemburg: Der Vorstand der Partei AK 5/6 überreicht dem Präsidenten des Parlaments 10.000 Unterschriften für eine Änderung des Rentensystems. Laut einigen Gewerkschaften ist die Ungleichbehandlung der Rentner in Luxemburg besonders ausgeprägt, die durchschnittliche Rente eines Arbeiters betrage nicht einmal die Hälfte der Ansprüche eines Angestellten im Öffentlichen Dienst.[13]

### Samstag, 27. Februar 1988
- Tunis/Tunesien: Rund drei Monate nach seiner eigenmächtigen Entfernung des Staatspräsidenten Habib Bourguiba gründet Präsident Zine el-Abidine Ben Ali die politische Partei Konstitutionelle Demokratische Sammlung. Diese ist Nachfolgerin der Sozialistischen Destur-Partei, welche seit Gründung der Tunesischen Republik alle Regierungschefs stellte und deren Vorsitzender bis November 1987 Habib Bourguiba war.[14]

### Sonntag, 28. Februar 1988

Logo der Olympischen Winterspiele

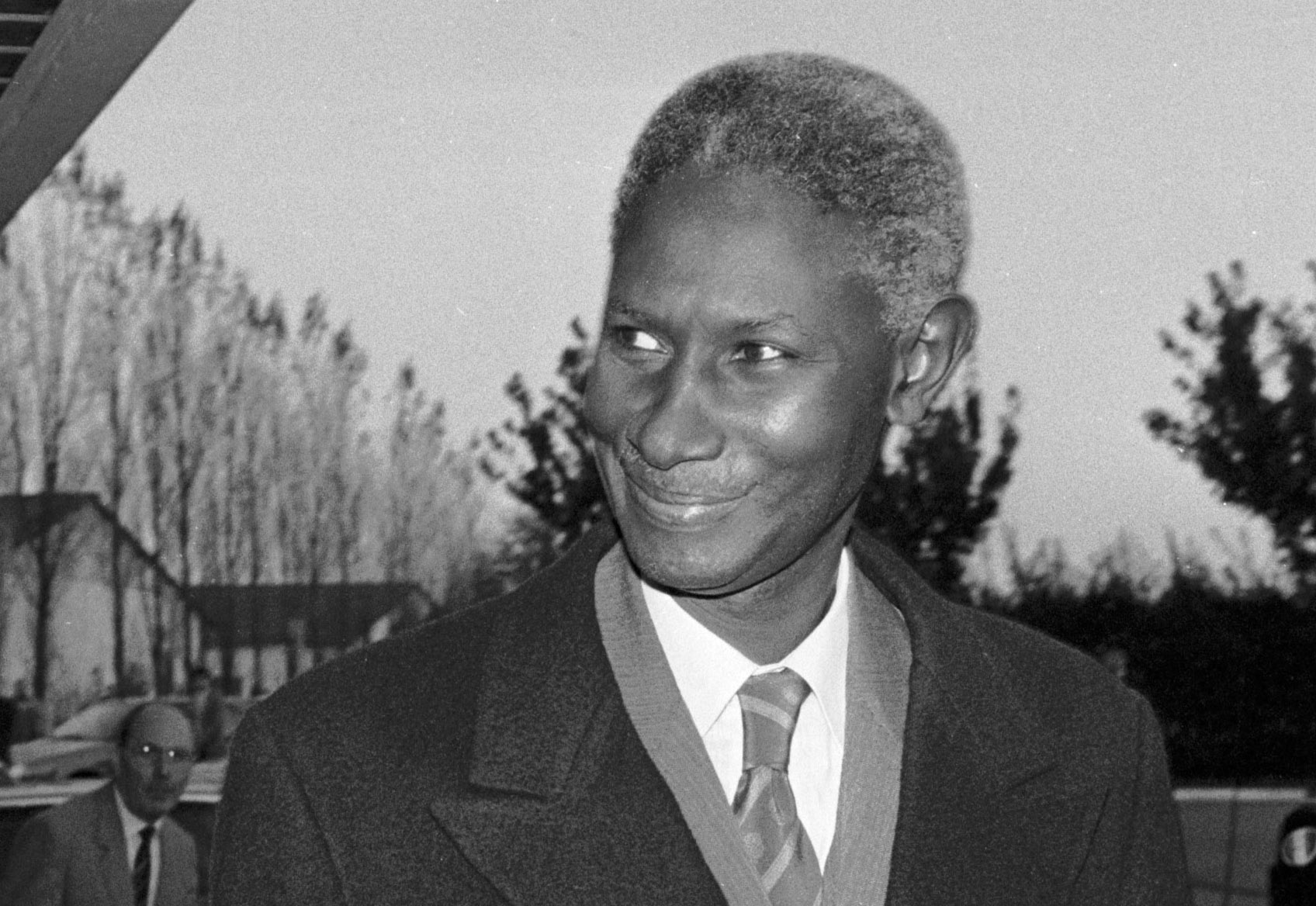
Abdou Diouf

- Calgary/Kanada: Die Olympischen Winterspiele sind beendet. Die drei erfolgreichsten Nationen sind die Sowjetunion mit 29, die DDR mit 25 und die Schweiz mit 15 Medaillen. Zehn Medaillen gehen nach Österreich, acht in die BRD und eine nach Liechtenstein.[15]
- Dakar/Senegal: Bei der Wahl zur Nationalversammlung wird die Sozialistische Partei des amtierenden Präsidenten Abdou Diouf mit 71,3 % stärkste Kraft vor der Demokratischen Partei mit 24,7 %.[16]

### Montag, 29. Februar 1988
- Kapstadt/Südafrika: Etwa 80 Personen begleiten den Friedensnobelpreisträger von 1984 Desmond Tutu auf einem Marsch zum Parlament, wo dieser einen schriftlichen Appell gegen das Verbot der politischen Betätigung von Organisationen, die die schwarze Bevölkerungsmehrheit repräsentieren, übergeben will. Als die Polizei die Protestteilnehmer in Einsatzfahrzeuge verfrachtet, bricht Gewalt aus. Die circa 80 festgesetzten Personen mitsamt Tutu werden noch am selben Tag wieder aus der Haft entlassen.[17]